# Museo della Seta Abegg
Il Museo della Seta Abegg è un museo dedicato alla storia della seta situato a Garlate, in provincia di Lecco. È ospitato in una storica filanda ottocentesca, affacciata sul Lago di Garlate (naturale prosecuzione del Lago di Como) e restaurata per accogliere una collezione di macchinari tessili storici del 1700, materiali d’archivio e supporti multimediali. Il museo con il Civiciuseo setificio Monti di Abbadia Lariana,  costituisce una delle più complete testimonianze di archeologia industriale serica in Lombardia.

## Storia
Il Civico Museo della Seta "Abegg" fu inaugurato nel 1953 su iniziativa della società svizzera Abegg, su idea del responsabile per l’Italia Carlo Job. Il museo occupa una filanda costruita tra il 1841 e il 1870, trasformata su progetto di Vouillominet. Fu riconosciuto come Raccolta Museale da Regione Lombardia nel 2004; il riconoscimento fu temporaneamente decaduto nel 2011 e nuovamente assegnato nel 2020.

## Sede e struttura
Il complesso è classificato come architettura industriale e produttiva di tipo filanda. È ubicato sulle sponde del Lago di Garlate, in posizione geografica favorevole e dotata di ampio terreno circostante, oggi ricoltivato a gelseto con finalità didattiche.
Attualmente il museo occupa solo una parte dell’edificio storico:
- l’ala ovest, su piano terra e primo piano;
- il lungo salone a nord al primo piano, caratterizzato da una copertura a capriate lignee e una sequenza di finestre voltate, dove è allestita la sezione dedicata alla coltivazione dei bachi da seta.

## Collezione e percorso espositivo
Il museo documenta oltre due millenni di storia della seta attraverso una vasta raccolta di macchinari, alcuni dei quali ancora funzionanti e censiti su Lombardia Beni Culturali. Le sezioni principali illustrano:
- l’allevamento del baco da seta, con il metodo Pasteur;
- la trattura della seta;
- la torcitura;
- la tessitura.

Elemento di grande rilievo è il torcitoio circolare idraulico del 1815, capace di torcere centinaia di fili contemporaneamente. Questo tipo di macchina, originario del Medio Oriente, fu introdotto in Italia nel XIII secolo e fu studiato anche da Leonardo da Vinci.

### Sezione “La seta del futuro”
Il percorso termina con la sezione "La seta del futuro", dove sono presentate ricerche e applicazioni moderne della seta in:
- biomedicina,
- cosmesi,
- nuovi filati tecnici e tessuti intelligenti.

## Esterni
All’esterno si trova un gelseto storico con circa sessanta alberi, restaurato e mantenuto a scopo didattico.

## Attività
Il museo promuove visite guidate, laboratori didattici, mostre temporanee e collabora con il Sistema Museale della Provincia di Lecco.